# ゲオルク・マルクグラーフ
ゲオルク・マルクグラーフ（Georg Marggraf 、オランダの書物ではGeorg Marcgrave 、またはMarcgraf、1610年9月20日 - 1644年1月）はドイツ生まれの博物学者である。オランダによるオランダ領ブラジルの探検に参加した。

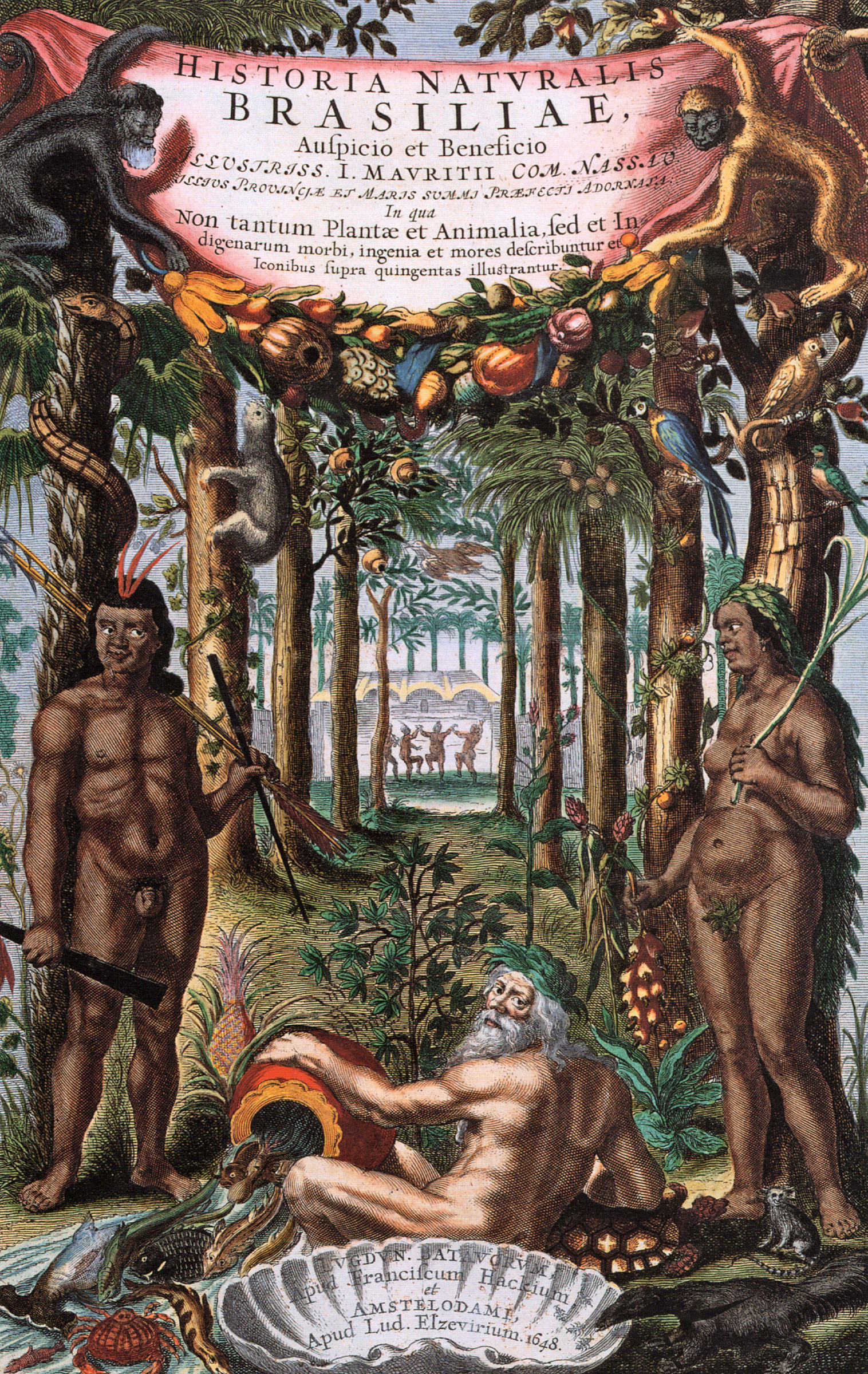
『Historia Naturalis Brasiliae』の表紙

## 略歴
ザクセン州のリープシュタットに生まれた。父親は校長でオルガニストであった。ストラスブルク大学などドイツ各地の大学で学び、最終的にオランダのライデン大学で学んだ。オランダ領ブラジルの総督ナッサウ＝ジーゲン伯ヨハン・マウリッツのブラジル探検隊の隊員として、博物学者のウイレム・ピソ、画家のフランス・ポスト、アルベルト・エクハウトとともに選ばれた。
3年間にわたって、南緯5度から11度の海岸の海図を造り、グランデ川やサンフランシスコ川を遡り内陸への探検を行った。これらの探検の間に、天文学や植物学の研究を行い、気象の記録を残した。1640年11月3日には、南米大陸で日食の最初の科学的記録を残した。レシフェに動植物園を設けた。
1644年にアンゴラのルアンダで熱病で没した。
没後、マルクグラーフの残した科学的な記録はナッサウ＝ジーゲン伯によってヨーロッパに持ち帰られ、一部の鳥類に関するの記録はマルクグラーフを隊員に推薦したデ・レート（Johannes de Laet）に渡り、"Historia Naturalis Brasiliae"（「ブラジルの自然史」）の5版で発表された。マルクグラーフの作成した地図は"Atlas Basiliensis" として出版された。マルクグラーフの標本は博物学者ヴォーム（Villum Worm）を通じて、コペンハーゲン植物研究所に収められた。リンネは1751年にその標本を高く評価した。
ツツジ目の植物の科の名前、マルクグラウィア科（Marcgraviaceae）、属名Marcgraviaはマルクグラーフに因んで命名された。

## 著作
- Willem Piso, Georg Marggraf: Historia Rerum Naturalis Brasiliae. Leiden und Amsterdam 1648.
- Georg Marggraf: Tractatus Topographicus & Meteorologicus Brasiliae, cum Eclipsi Solari; Quibus addit sunt Illius & Aliorum Commentarii De Brasiliensium & Chilensium Indole & Lingua. In: Willem Piso: De Indiae utriusque re Naturali et Medica. Amsterdam 1658 S. 1–39 (nach Buch IV Pisos).
- Georg Marggraf: História Natural do Brasil. 1648年の Historia Rerum Naruralium Brasiliaeのゲオルク・マルクグラーフの記述部分のポルトガル語版. Rio de Janeiro 1942.